# Болквадзе, Гела
Гела Болквадзе (груз. გელა ბოლქვაძე; род. 16 февраля 1995, Батуми) — грузинский борец греко-римского стиля, трёхкратный призёр чемпионатов Европы 2022, 2024 и 2025 годов. Чемпион мира среди молодёжи 2018 года.

## Биография
Родился в 1995 году в Грузии. С 2012 года выступает на крупных международных соревнованиях по борьбе.
В 2016 году стал чемпионом Европы среди молодёжи, в весовой категории до 75 кг, который прошёл в болгарском Русе. В 2018 году завоевал золотую медаль на молодёжном чемпионате мира, который состоялся в Бухаресте.
В 2022 году на чемпионате Европы в Будапеште, выступая в весовой категории до 82 кг, завоевал серебряную медаль. В поединке за чемпионский титул уступил азербайджанцу Рафику Гусейнову.
В 2023 стал победителем турнира из серии Гран-при в Александрии. В 2024 году победил на Гран-при в Ницце.
На чемпионате Европы 2024 года, который состоялся в Бухаресте, в весовой категории до 82 кг стал бронзовым медалистом. В поединке за третье место победил соперника из Болгарии Айка Мнацаканяна.
В апреле 2025 года на чемпионате Европы в Братиславе в весовой категории до 82 кг завоевал бронзовую медаль. В схватке за третье место одолел соперника из Армении Самвела Григоряна.